# Димитър Михайловски
Димитър Иванов Михайловски е български хирург.

## Биография
Роден е през 1864 г. Произхожда от рода на Иларион Макариополски и Стоян Михайловски. Завършва медицина в Париж. През 1893 – 1894 г. е младши ординатор при Роберт Щирлин. До 1900 е старши лекар в хирургичното отделение на болницата в Пловдив. От 1908 до 1922 г. е началник на Клементинската болница в София. В периода 1922 – 1937 г. е началник на хирургичното отделение на болницата „Червен кръст“, а след това и на цялата болница. Работи и в частни болници. Умира през 1939 г.

## Професионална дейност
Автор е на над 40 научни труда. Работи в сферата на коремната хирургия, ортопедията, урологията, общата хирургия, гинекологичната и белодробната хирургия. Архивът му изгаря по време на бомбардировките на София през 1944 г.
За първи път извършва в България:
- енуклеация на струма (1895);
- шиниране с тел на счупена долна челюст (1895);
- остеосинтеза за счупване на капачето (1895);
- хистеротравматизъм (1896);
- кастрация при хипертрофия на простатата (1897);
- окачване на подвижен бъбрек върху дванадесетото ребро (1897);
- спленектомия при хипертофия на слезката (1898);
- апендектомия при остър апендицит (1898);
- ауправагинална хистеректомия (1898);
- изваждане на камъни от пикучния мехур по сурапубисен път (1898);
- вагинална хистеректомия (1899);
- отстраняване на шийния симпатикус при епилепсия (1899);
- отстраняване на бедрена артерио-венозна аневризма (1902).[1]

Димитър Михайловски е първият или един от първите хирурзи в България, който описва през 1935 г. оперативно отваряне на белодробен гнойник.